# Victor Hugo (métro de Paris)
Pour les articles homonymes, voir Hugo et Victor Hugo (homonymie).
Victor Hugo est une station de la ligne 2 du métro de Paris, située dans le 16e arrondissement de Paris.

## Situation
La station, s'intercalant entre le terminus occidental de Porte Dauphine et la station Charles de Gaulle - Étoile (elle-même précédée d'un ancien raccordement de service avec la ligne 1 dit « raccordement de Boissière »), est implantée au nord-est de la place Victor-Hugo. Elle dispose d'un point d'arrêt se substituant à une ancienne station abandonnée, leurs quais étant établis :
- pour la station d'origine, en courbe marquée sous la place, selon l'axe de l'avenue Bugeaud et de l'avenue Victor-Hugo (approximativement orienté est-ouest) ;
- pour la station actuelle, selon un axe nord-est/sud-ouest sous l'avenue Victor-Hugo, au nord-est de l'emplacement initial.

## Histoire
La station est ouverte le 13 décembre 1900 avec la mise en service du premier tronçon de la ligne 2 Nord entre Porte Dauphine et Étoile (aujourd'hui Charles de Gaulle - Étoile), qui deviendra plus simplement la ligne 2 le 17 octobre 1907 à la suite de l'absorption de la ligne 2 Sud (correspondant à une large part de l'actuelle ligne 6) par la ligne 5 le 14 octobre précédent.
Elle doit sa dénomination à son implantation sous la place Victor-Hugo et l'avenue Victor-Hugo, lesquelles rendent hommage à Victor Hugo (1802-1885), poète, dramaturge, prosateur, romancier et dessinateur romantique français, devenu l'un des plus importants écrivains de la langue française.
La station est reconstruite en 1931 ; les quais d'origine, établis directement sous la place Victor-Hugo, présentaient une courbure trop prononcée pour être utilisables sans danger avec les nouvelles rames de l'époque aux caisses plus longues. Il fut alors décidé de l'abandonner au profit de l'édification d'une nouvelle station en alignement, quelques mètres plus loin, uniquement sous l'avenue Victor-Hugo au nord-est de l'ancien emplacement. Cette configuration a permis le maintien des accès d'origine.
Dans le cadre du programme « Renouveau du métro » de la RATP, les couloirs de la station et l'éclairage des quais ont été rénovés le 17 septembre 2002.
Le 16 juillet 2018, des plaques nominatives de remplacement sont provisoirement mises en place par-dessus le nom de la station en faïence afin de célébrer la victoire de l'équipe de France à la Coupe du monde de football de 2018, comme dans 5 autres stations. Victor Hugo est humoristiquement renommée « Victor Hugo Lloris » en hommage au gardien de but Hugo Lloris, capitaine de la sélection française au cours de cette 21e édition de la compétition.
Selon les estimations de la RATP, la station a vu entrer 3 841 033 voyageurs en 2019, ce qui la place à la 128e position des stations de métro pour sa fréquentation. En 2020, avec la crise du Covid-19, son trafic annuel tombe à 1 991 304 voyageurs, ce qui la classe alors au 122e rang, avant de remonter progressivement en 2021 avec 2 801 041 entrants comptabilisés, la reléguant toutefois à la 123e position des stations du réseau pour sa fréquentation cette année-là.

## Services aux voyageurs

### Accès
La station dispose de deux accès débouchant sur la place Victor-Hugo :
- l'accès 1 « Avenue Victor-Hugo », constitué d'un escalier fixe orné d'un édicule Guimard classé monument historique par l'arrêté du 29 mai 1978[6], se trouvant au nord-est de la place, à l'angle formé par l'avenue éponyme et la rue Léonard-de-Vinci ;
- l'accès 2 « Avenue Raymond-Poincaré », constitué d'un escalier mécanique montant permettant uniquement la sortie depuis le quai en direction de Porte Dauphine, se situant au nord de la place, à l'angle avec la rue Léonard-de-Vinci et l'avenue Raymond-Poincaré.

Accès à la station
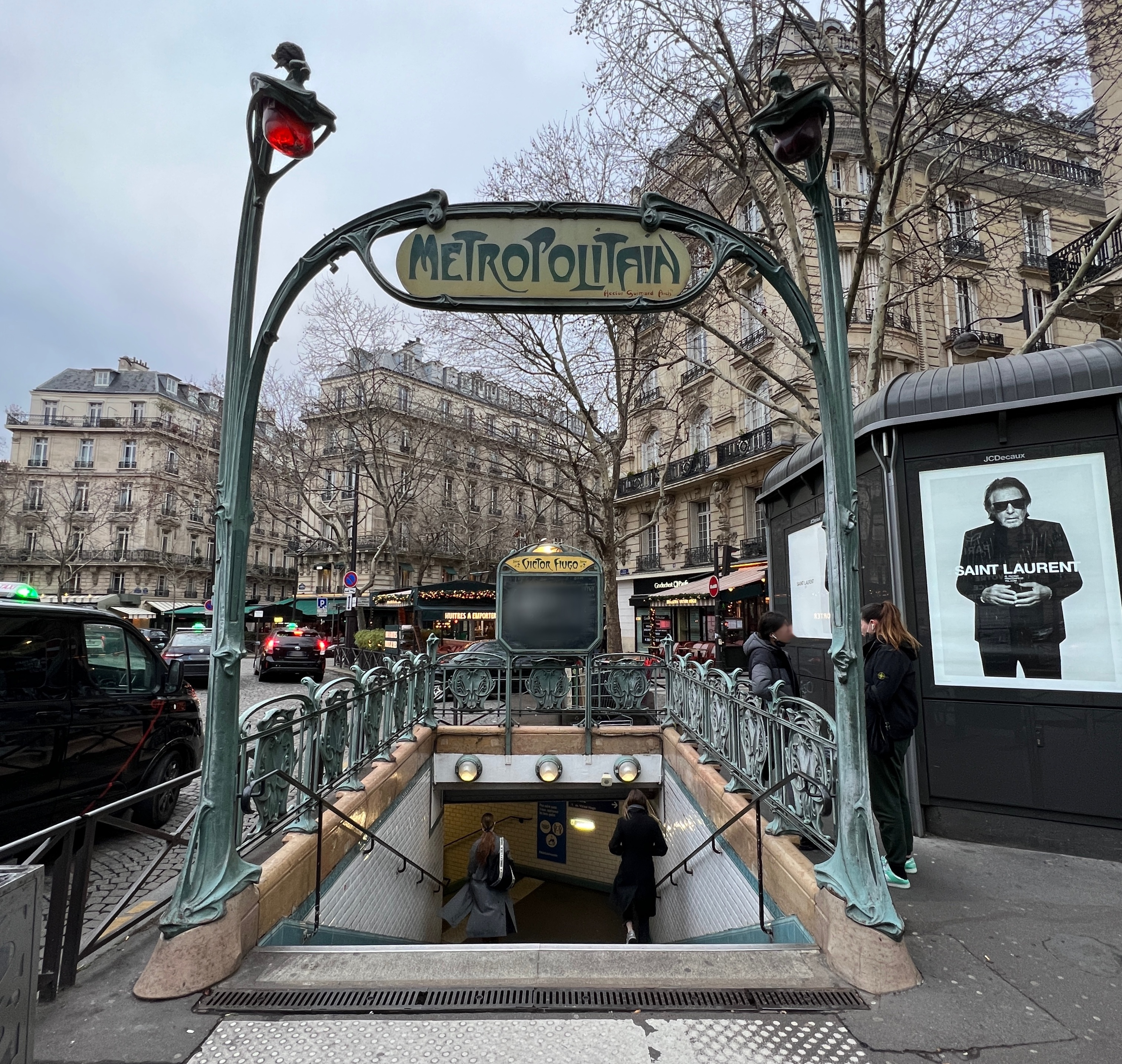
L'accès no 1 « Avenue Victor-Hugo ».
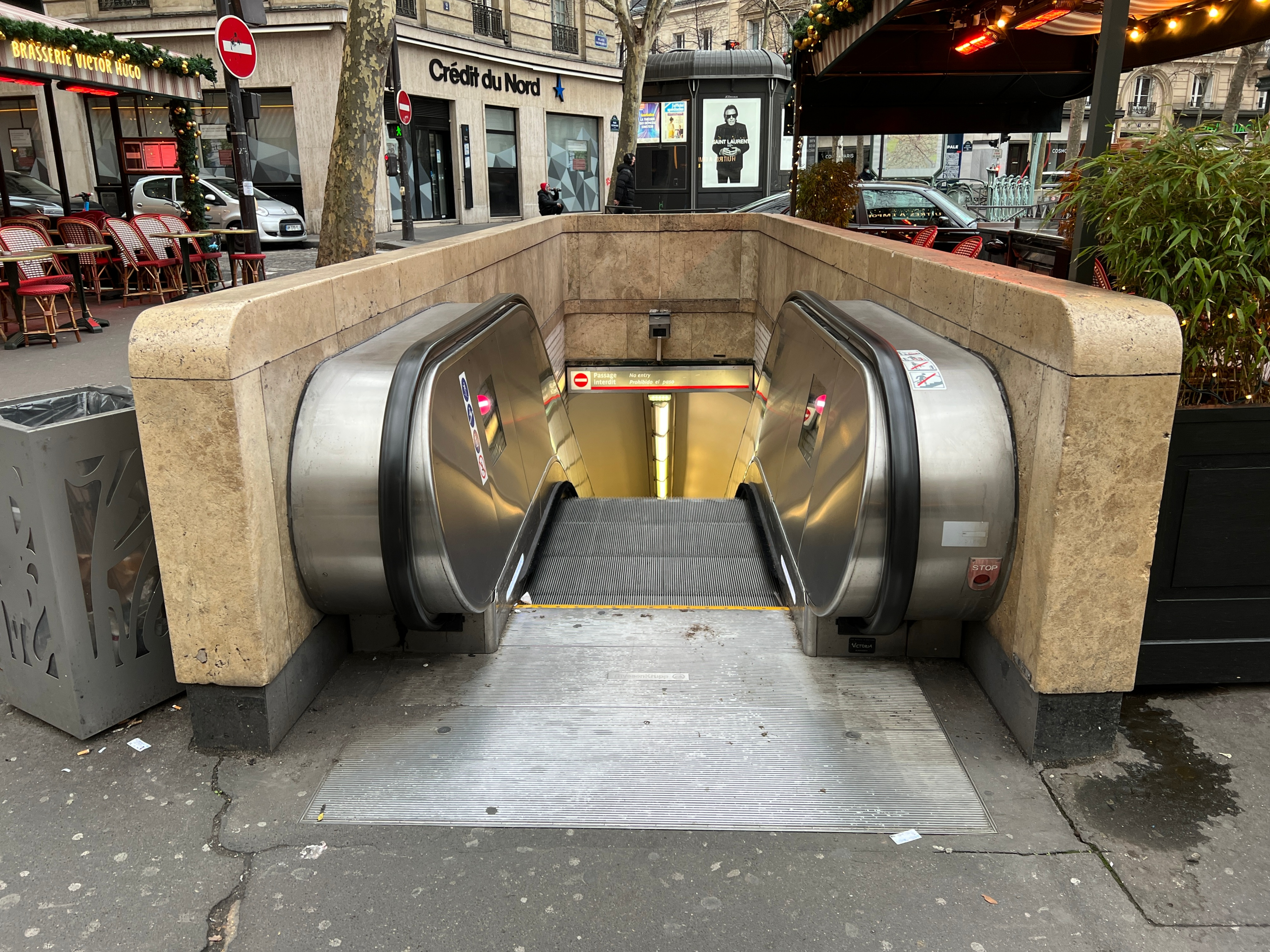
L'accès no 2 « Avenue Raymond-Poincaré ».

### Quais
Victor Hugo est une station de configuration standard : elle possède deux quais séparés par les voies du métro et la voûte est elliptique. La décoration est du style utilisé pour la majorité des stations du métro : les bandeaux d'éclairage sont blancs et arrondis dans le style « Gaudin » du renouveau du métro des années 2000, et les carreaux en céramique blancs biseautés recouvrent les piédroits, la voûte et les tympans. Les cadres publicitaires sont en faïence de couleur miel à motifs végétaux et le nom de la station est également en faïence dans le style d'entre-deux-guerres de la CMP d'origine ; ceci constitue un cas unique et anachronique sur la ligne 2 dont les stations datent au plus tard de 1903. Les sièges de style « Motte » sont de couleur rouge. La station se distingue en outre par la hauteur importante de sa voûte ainsi que par la partie basse de ses piédroits qui est verticale et non elliptique en conséquence, hormis à l'extrémité côté Porte Dauphine (par où s'effectuent les accès), laquelle est aménagée au sein même de l'extrémité des anciens quais ; elle est reconnaissable, de ce fait, à sa voûte plus basse et à la courbure des piédroits au droit du tympan.
Le piédroit du quai en direction de Nation présente une niche aménagée en petite vitrine dédiée à Victor Hugo. Elle abrite notamment un buste à son effigie sculpté par David d'Angers, le représentant à l'âge de 35 ans.
La station d'origine, également de configuration standard mais établie en forte courbe, demeure bien visible pour les passagers des trains qui la traversent. Il est également possible de l'apercevoir depuis l'extrémité, côté Porte Dauphine, des quais de la station actuelle. L'ancien quai en direction de Porte Dauphine est occupé par des locaux techniques, tandis que le piédroit opposé et la voûte ont conservé leur décoration originelle en carreaux plats de couleur crème (que l'on retrouve également au terminus de Porte Dauphine), laquelle fait partie des décorations expérimentales testées en 1900 avant que ne soit retenu, par la suite, le célèbre carreau blanc biseauté.

### Intermodalité
La station est desservie par les lignes 52 et 82 du réseau de bus RATP.

## À proximité
- Fontaine de la place Victor-Hugo
- Église Saint-Honoré-d'Eylau
- Ambassade du Bénin
- Ambassade du Liban
- Ambassade de Serbie
- Ambassade de la république démocratique du Congo
- Union libérale israélite de France

Galerie de photographies
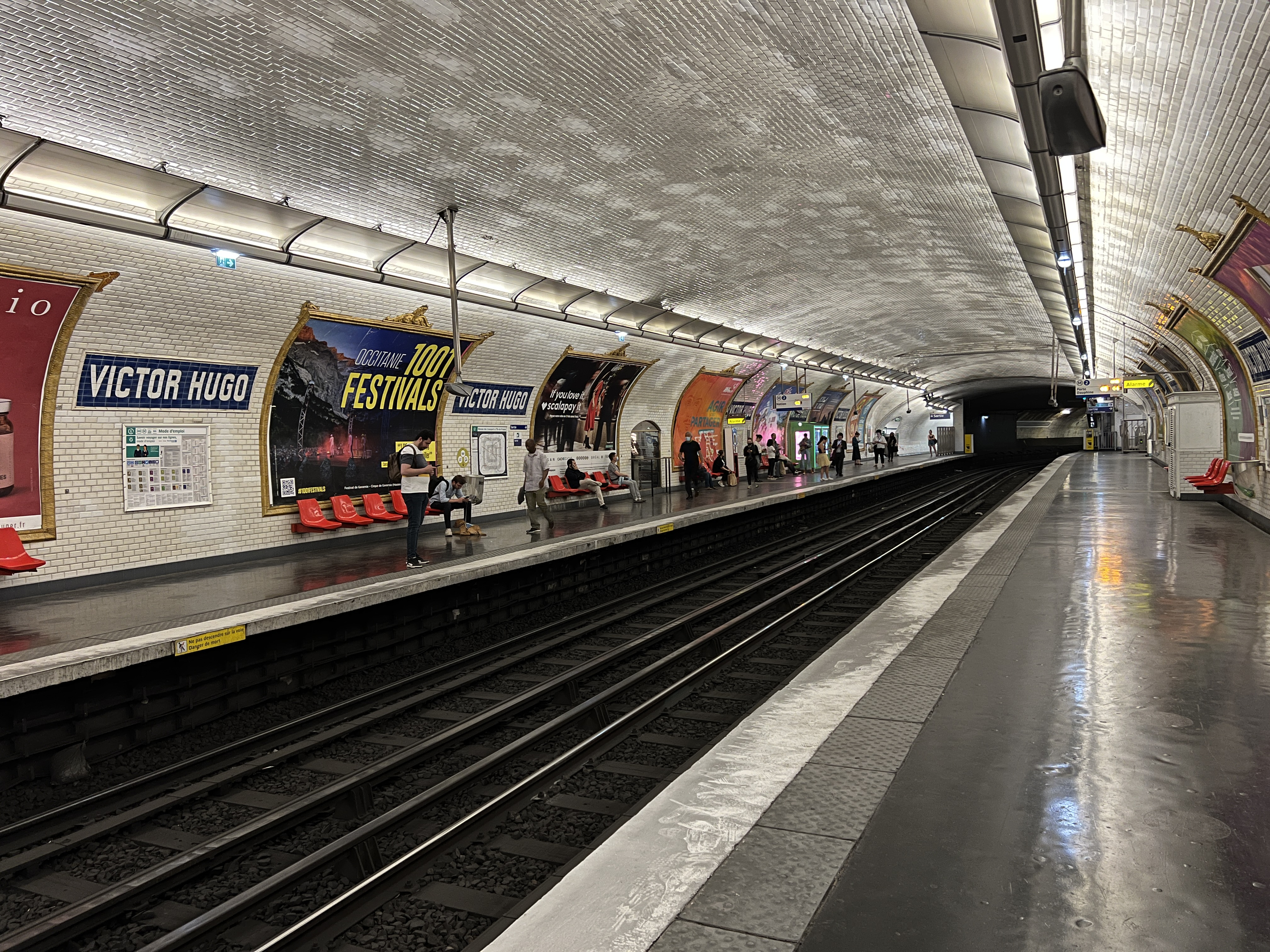
Les quais de la station, vus vers Porte Dauphine. Au fond, on peut apercevoir les quais de la station d'origine.
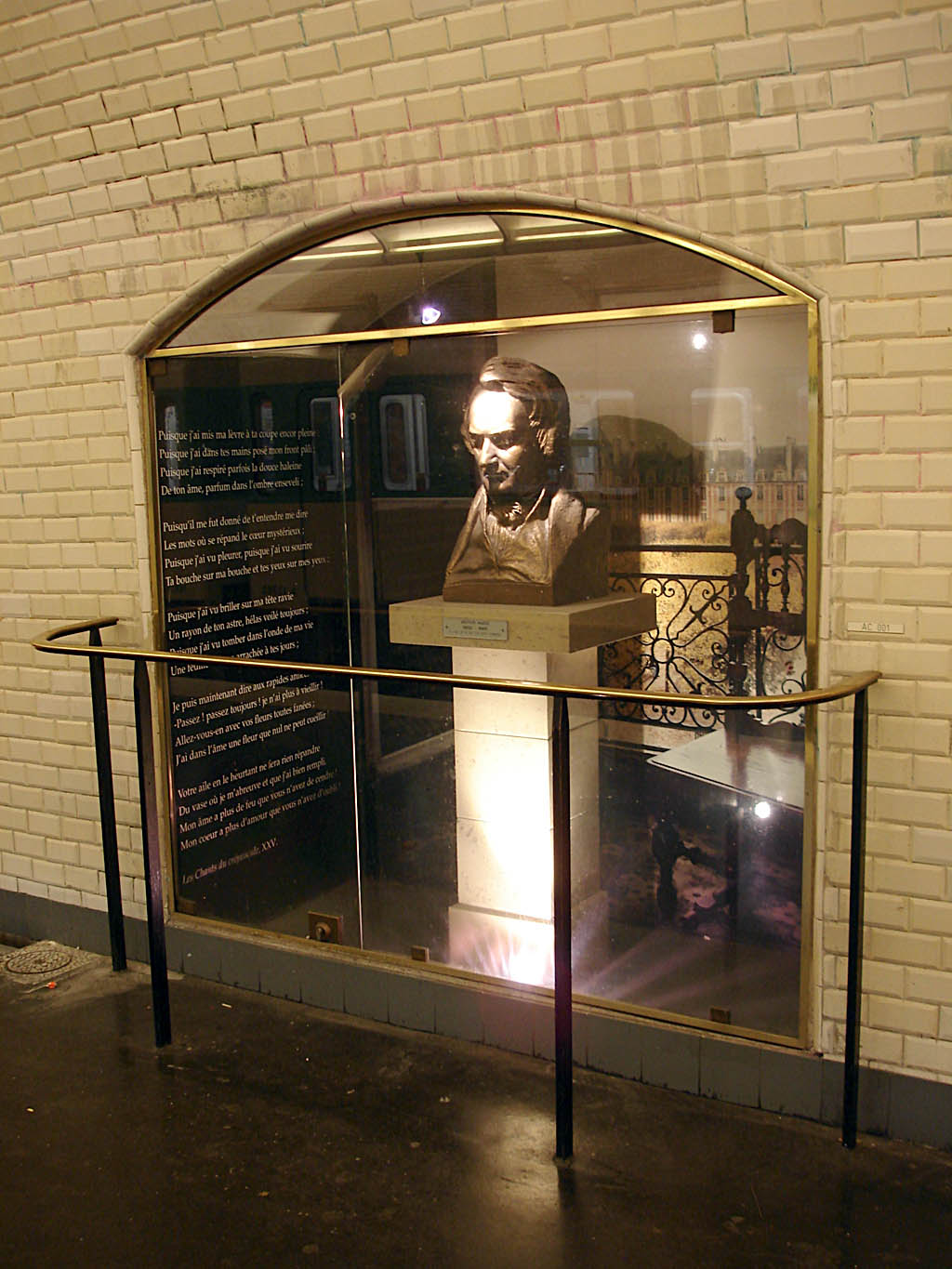
La vitrine consacrée à Victor Hugo.
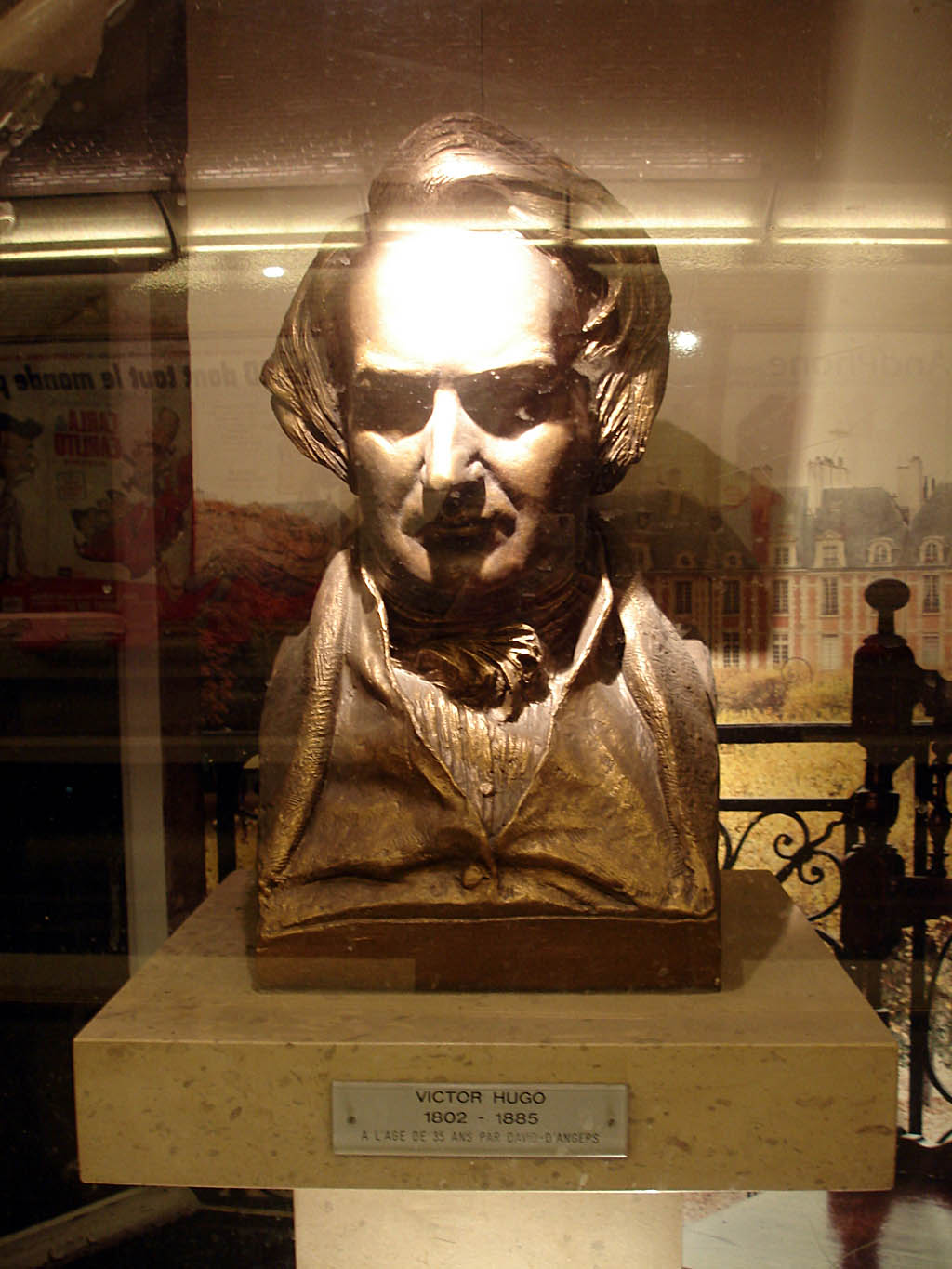
Le buste de Victor Hugo.
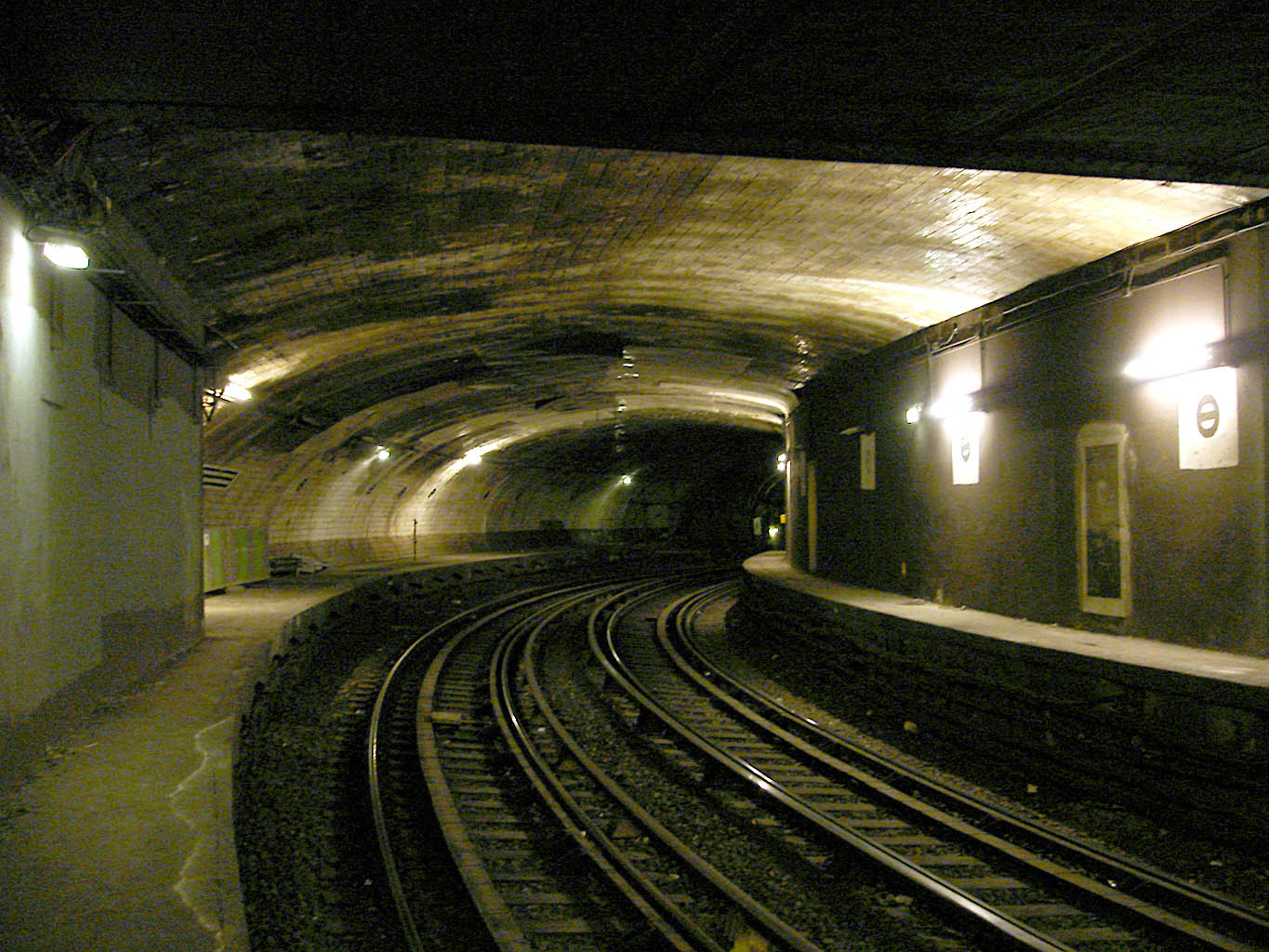
Les quais de la station en courbe, abandonnée.